# Liga Catalana de Balonmano
La Liga Catalana de balonmano fue una competición de balonmano oficial organizada por la Federación Catalana de Balonmano durante las décadas de los 80 y 90, disputada entre los clubes catalanes de mayor nivel. El año 1997 fue reemplazada por la Liga de los Pirineos. El gran dominador fue el FC Barcelona.

## Historial
- 1981-82: FC Barcelona
- 1982-83: FC Barcelona
- 1983-84: FC Barcelona
- 1984-85: FC Barcelona
- 1985-86: BM Granollers
- 1986-87: FC Barcelona
- 1987-88: FC Barcelona
- 1988-89: BM Granollers
- 1989-90: BM Granollers
- 1990-91: FC Barcelona
- 1991-92: FC Barcelona
- 1992-93: FC Barcelona
- 1993-94: FC Barcelona
- 1994-95: FC Barcelona
- 1995-96: BM Granollers
- 1996-97: FC Barcelona

- Datos: Q4895298